# Tuuli Narkle
Tuuli Narkle är en australisk skådespelare.
Narkle har bland annat medverkat i TV-serierna All My Friends Are Racist, Mystery Road: Origin och Bad Behaviour.

## Filmografi (i urval)
- 2021 – All My Friends Are Racist (TV-serie)
- 2022 – Mystery Road: Origin (TV-serie)
- 2023 – Bad Behaviour (TV-serie)